# Испанцы в Алжире
Пик испанской иммиграции в Алжир приходится на вторую половину XIX века, когда Алжир становится важнейшей колонией Франции, вплоть до окончания Гражданской войны в Испании, с массовым притоком беженцев. Однако испанское присутствие в североафриканской стране восходит к временам Арагонской короны, с оккупацией нескольких прибрежных городов и установлением торговых отношений между ними и полуостровом с XV века. Кроме того, Алжир был местом, где поселились многие мориски, изгнанные из Испании в XVII в.
Испанские поселенцы были в основном андалузского и левантийского происхождения, особенно из провинций Альмерия, Аликанте и Валенсия. Они поселились предпочтительно в районе Орана, где преобладали выходцы из Аликанте из-за географической близости. В принципе, испанская иммиграция была временной, но постепенно, с получением контрактов, многие рабочие поселились на постоянной основе и даже привезли свои семьи. Испанские иммигранты посвятили себя сельскохозяйственным работам и строительству, хотя со временем их заменили марокканцы, поскольку испанское сообщество офранцузилось.
Согласно переписи 1896 года, из примерно 300 000 европейцев, поселившихся в Оране, около 100 000 были испанцами, а еще 100 000 испанцев были с французским гражданством. В 1930-х годах из полумиллиона европейцев, родившихся в Алжире, примерно 40% были испанского происхождения, превзойдя французские и итальянские общины во многих городах. Фактически, в течение XIX века испанский язык был преобладающим языком в западном Алжире, где также были в ходу различные разновидности каталонского языка, на которых говорили в Валенсийском сообществе и на Балеарском архипелаге. В Оране издавались газеты и журналы на испанском языке, на нём играли испанские театральные труппы.